# Josip Šimunić
Josip Šimunić (født 18. februar 1978 i Canberra, Australien) er en tidligere kroatisk/australsk fodboldspiller, der spillede som forsvarsspiller i klubber som Dinamo Zagreb, 1899 Hoffenheim, Hertha Berlin, Hamburger SV samt Melbourne Knights i Australien.

## Landshold
Šimunić står noteret for hele 105 kampe og tre scoringer for Kroatiens landshold, hvilket gør ham til den kroatiske spiller med tredjeflest optrædener for landsholdet. Han debuterede den 10. november 2001 i et opgør mod Sydkorea. Han har efterfølgende repræsenteret sit land ved fem slutrunder, og stoppede både klub- og landsholdskarrieren i slutningen af 2014. Hans sidste landskamp var mod Island i november 2013, i en play-off kamp som sikrede Kroatien adgang til slutrunden. Šimunić udtrykte sig fascistisk som fejring af deres kvalifikation, og blev derefter tildelt en karantæne på 10 spilledage. Som bekendt, blev denne karantæne aldrig afsonet til ende, inden han valgte at stoppe sin aktive karriere som professionel fodboldspiller. 